# Музычи (Бучанский район)
Музычи (укр. Музичі) — село, входит в Бучанский район (до 2020 года в Киево-Святошинский район) Киевской области Украины.
Население по переписи 2001 года составляло 1393 человека. Почтовый индекс — 08125. Телефонный код — 4598. Занимает площадь 3,799 км². Административный центр находится в селе Белогородка, входит в состав Белогородской объединенной территориальной общине. В селе имеется центральная усадьба совхоза, которая включает в себя 3077 га сельскохозяйственных угодьев, включая 2050 га пахотнои земли.

## История
За трудовые успехи были награждены орденами и медалями 6 лидеров производства, в том числе доярка Г. С. Борисенко, которая получила орден Ленина. Впервые Музычи упоминаются в исторических источниках XVII века. В то время жители села участвовали в восстании против польско-шляхетского гнета.

## Местный совет
08125, Київська обл., Бучанский р-н, с. Музичі, вул. Ватутіна, 1